# Brzesko (gemeente)
De gemeente Brzesko is een stad- en landgemeente in het Poolse woiwodschap Klein-Polen, in powiat Brzeski (Klein-Polen).
De zetel van de gemeente is in Brzesko.
Op 30 juni 2004 telde de gemeente 35 406 inwoners.

## Oppervlakte gegevens
In 2002 bedroeg de totale oppervlakte van gemeente Brzesko 102,57 km², waarvan:
- agrarisch gebied: 67%
- bossen: 18%

De gemeente beslaat 17,38% van de totale oppervlakte van de powiat.

## Demografie
Stand op 30 juni 2004:
| Omschrijving                   | Totaal | Totaal | Vrouwen | Vrouwen | Mannen | Mannen |
| ------------------------------ | ------ | ------ | ------- | ------- | ------ | ------ |
| eenheid                        | aantal | %      | aantal  | %       | aantal | %      |
| inwoners                       | 35 406 | 100    | 18 033  | 50,9    | 17 373 | 49,1   |
| bevolkingsdichtheid (inw./km²) | 345,2  | 345,2  | 175,8   | 175,8   | 169,4  | 169,4  |

In 2002 bedroeg het gemiddelde inkomen per inwoner 1262,68 zł.

## Administratieve plaatsen (sołectwo)
Bucze, Jadowniki, Jasień, Mokrzyska, Okocim, Poręba Spytkowska, Sterkowiec, Szczepanów, Wokowice.

## Aangrenzende gemeenten
Bochnia, Borzęcin, Dębno, Gnojnik, Nowy Wiśnicz, Rzezawa, Szczurowa